# Caramuntes
Caramuntes (em grego medieval: Καραμούντης; romaniz.: Karamoúntes) ou Caramita (al-Qarāmiṭa) foi líder sarraceno em Creta ativo durante o reinado do emir Abdalazize (r. 949–961).

## Vida

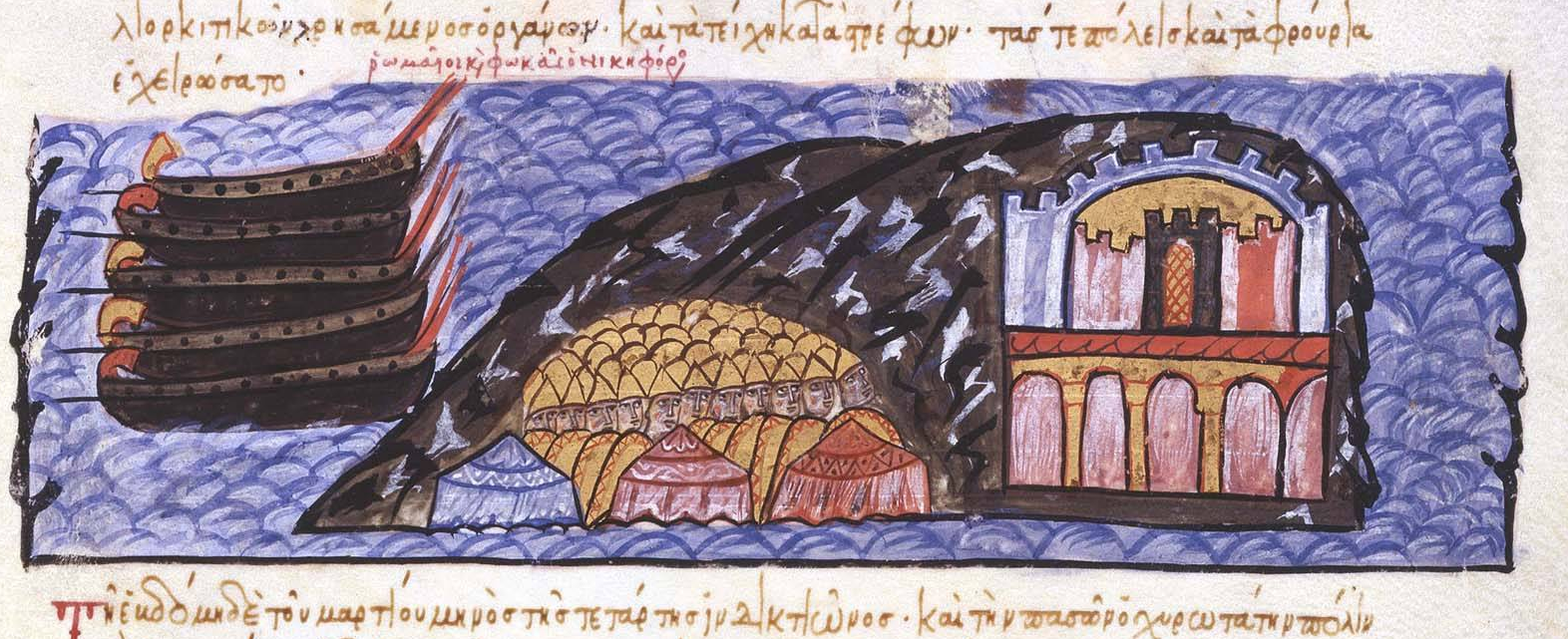
Cerco de Chandax; iluminura do Escilitzes de Madri

Caramuntes foi descrito nas fontes bizantina como emir, sendo possivelmente líder local ou subordinado a Abdalazize (r. 949–961). Durante o Cerco de Chandax conduzido pelos bizantinos sob Nicéforo em 960-961, diz-se que Caramuntes era líder dos árabes que viviam no interior da ilha ou nas montanhas. Ele confrontou um contingente de soldados comandados por Nicéforo Pastilas enviados contra ele, e após derrotar e matar Pastilas, fugiu às montanhas sob a cobertura da noite.
Não se sabe ao certo quem ele era. Pensou-se, embora seja improvável, que pode ser Caramones (Καραμώνης), um obscuro emir de Tarso descrito pelos bizantinos. Essa associação baseou-se somente na proximidade gráfica de seus nomes e o nome grego do emir tarsiano não se assemelha ao nome árabe de nenhum dos emires conhecidos.